# Rallye della Sardegna 1963
Rallye della Sardegna 1963 (7. Rallye della Sardegna) – 7. edycja rajdu samochodowego Rallye della Sardegna rozgrywanego w Belgii. Rozgrywany był od 27 do 27 września 1963 roku. Była to dziesiąta runda Rajdowych Mistrzostw Europy w roku 1963.

## Klasyfikacja rajdu
| Miejsce                      | Kierowca                     | Pilot                        | Samochód                     | Czas                         | Strata                       |                              |
| Klasyfikacja generalna i ERC | Klasyfikacja generalna i ERC | Klasyfikacja generalna i ERC | Klasyfikacja generalna i ERC | Klasyfikacja generalna i ERC | Klasyfikacja generalna i ERC | Klasyfikacja generalna i ERC |
| ---------------------------- | ---------------------------- | ---------------------------- | ---------------------------- | ---------------------------- | ---------------------------- | ---------------------------- |
| 1.                           | Ernesto Prinoth              | Aldo Morgantini              | Alfa Romeo Giulia TI         |                              | 0.0                          |                              |
| 2.                           | Arnaldo Cavallari            | Enzo Martoni                 | Alfa Romeo Giulietta TI      |                              |                              |                              |
| 3.                           | Walter Roser                 | Peter Lederer                | Steyr Puch 650               |                              |                              |                              |
| 4.                           | Ferdinando Frescobaldi       | Guido Martelli               | Fiat Abarth 850 TC           |                              |                              |                              |
| 5.                           | Mario Casula                 | Tonino Casula                | Lancia Flavia Coupé          |                              |                              |                              |
| 6.                           | Armeno Degli Innocenti       | Franco de Benedictis         | Fiat Abarth 850 TC           |                              |                              |                              |
| 7.                           | Piero Bagnascco              | Giovanni Bonomi              | Volvo PV 544                 |                              |                              |                              |
| 8.                           | Sergio Lipizer               | Ugo de Giorgio               | Fiat Abarth 850 TC           |                              |                              |                              |
| 9.                           | Gino Melis                   | Walter Cordaro               | Alfa Romeo Giulietta TI      |                              |                              |                              |
| 10.                          | Gianluigi Sorcinelli         | Enrico Binaghi               | Morris Cooper S              |                              |                              |                              |